# رالف جويس
رالف جويس (بالإنجليزية: Ralph Joyce)‏ (28 أغسطس 1878 - 12 مارس 1908) هو لاعب كريكت بريطاني (وحمل سابقاً جنسية المملكة المتحدة لبريطانيا العظمى وأيرلندا).